# Molen van Beuyssen
De Molen van Beuyssen was een windkorenmolen in Horst in de Nederlandse provincie Limburg.

## Geschiedenis
In 1850 begon Pieter Frans Beuyssen een stoomkoren- en pelmolen op het Weisterbeksveld, aan de provinciale weg (huidige Jacob Merlostraat). In maart 1867 kreeg hij de vergunning om een windkorenmolen te bouwen.
Nadat Pieter Frans Beyssen in 1901 overleed, nam familielid J. Beuyssen het molenaarsvak over. Vervolgens kwam de molen in 1909 in handen van Gerard Beuyssen.
In 1924 werd het bovenste deel van de molen gesloopt. De vlucht en het achtkant kregen een herbestemming in de nieuwgebouwde Molen de Hoop in Maashees. In 1932 brandde het resterende onderste deel van de molen uit. Herbouw vond niet plaats.